# Indiana Jones und das Geheimnis der Sphinx
Indiana Jones und das Geheimnis der Sphinx (Originaltitel Indiana Jones and the Secret of the Sphinx) ist ein 1999 veröffentlichter Abenteuerroman von Max McCoy, der den letzten von insgesamt vier zwischen 1995 und 1999 erschienenen Indiana-Jones-Romanen des Autors darstellt. In diesem folgt der Archäologe und Abenteurer Indiana Jones Spuren, die zum biblischen Stab des Aaron führen. Auf Deutsch erschien der Roman im Jahr 2001.

## Handlung
1934: Durch ein Messer, das er ein Jahr zuvor in der Mongolei bekommen hat, hat Indiana Jones zu dem Grabmal von Qin Shi Huang, dem ersten Kaiser von China, geführt. Es gelingt ihm, in das Innere des Grabmals vorzustoßen und einige Fallen zu überleben. Als er wieder nach draußen gelangt, wird er von japanischen Soldaten verhaftet uns in das örtliche Gefängnis der Stadt Luchow gebracht. In einem Verhör durch den Samurai Sokai wollen die Japaner von ihm erfahren, wie man unbeschadet in das Grabmal hinein- und wieder hinausgelangt. Jones verweigert jedoch die Zusammenarbeit, woraufhin er gefoltert werden soll, um gefügig gemacht zu werden. Es gelingt ihm jedoch, sich zu wehren, Sokai verliert dabei ein Auge. Auf seiner Flucht helfen Jones zwei Amerikanerinnen, die gerade auf dem Marktplatz eine Zaubervorführung veranstalten, den ihm nachsetzenden Soldaten zu entkommen. Die beiden Frauen – Faye Maskelyne und ihre Tochter Mystery – sind in China, weil sie auf der Suche nach ihrem verschollenen Ehemann und Vater Kaspar Maskelyne sind. Dieser war auf der Suche nach dem sagenumwobenen Omega-Buch, das einen vollständigen Bericht über jede jemals geborene Person und sämtliche Geheimnisse der Natur enthält, allerdings nur mit Hilfe des Stabs des Aaron gefunden werden kann.
Jones, der eine Verletzung an der Schulter besitzt, wird auf ein Schiff gebracht, das mit illegalem Feuerwerk als Ladung auf dem Weg nach Japan ist. Dort wird seine Wunde versorgt und Jones als australischer Seemann ausgegeben, der bei einer Hafenschlägerei verletzt worden ist. Die Japaner untersuchen das Schiff, erkennen Jones jedoch nicht. Das Schiff wird später jedoch, da die Japaner doch dahintergekommen sind, mit welchem Schiff die Gesuchten entkommen sind, angegriffen und sinkt, die Besatzung kann sich auf ein Boot retten, unter ihnen auch die dabei gefangene japanische Offizierin Musashi. Als sie von Schiffen gerettet werden, wollen Jones und Mystery die Frau zurücklassen, Faye setzt sich aus Gründen der Menschlichkeit jedoch dafür ein, dass man sie mitnimmt. Auf dem Weg nach Shanghai gerät das Schiff, auf dem sie sich befinden, jedoch in einen Sturm, Jones, Faye, Mystery und Musashi stranden auf einer kleinen Insel. Dort finden sie eine Kirche, die ein Kloster beherbergt, es handelt sich um einen dem hl. Lazarus geweihten Orden von Leprakranken, die Insel ist ein Sperrgebiet. Da es dort eine Funkausrüstung gibt, kann einer der Brüder Hilfe anfordern, Jones und seine beiden Begleiterinnen werden schließlich von einem gerade in der Nähe befindlichen Flugzeug des US-Militärs mitgenommen und nach Kalkutta gebracht.
Dort liefern sie die mitgebrachte Musashi bei der japanischen Botschaft ab und Jones setzt ein Telegramm an Marcus Brody mit der Bitte um Geld auf. Sie nehmen ein Hotel, vom dortigen Portier erfahren sie, dass Kaspar Maskelyne 1930 hier abgestiegen war, um sich mit dem berühmten Magier Jadoo zu treffen. Der Portier beschreibt ihnen, wie sie diesen finden können und sie suchen den Magier in seiner Wohnung auf. Dieser erzählt ihnen, dass er sich noch gut an das Treffen erinnert und dass Kaspar Maskelyne auf der Suche nach dem Omega-Buch war. Dieses hoffte er durch den Stab des Aaron zu finden. Jadoo habe ihn damals darauf hingewiesen, dass im Irak nördlich von Bagdad in den Bergen die Yezidi, eine satanische Gemeinschaft lebt, in deren Besitz sich der Stab zuletzt befunden haben muss.
Nach dem Gespräch holt Jones bei der Bank das Geld ab, welches ihm Marcus Brody zukommen ließ, danach begeben sie sich in den Irak. Dort stoßen sie auf Mitglieder der Yezidi, die sie in ein Dorf bringen, wo sich auch ihr Heiligtum befindet. Jones und seine beiden Begleiterinnen erfahren, dass die Yezidi durchaus an Allah glauben, allerdings viel Wert darauf legen, den auf der Erde sehr mächtigen Sheitan, also den Teufel, zu besänftigen. Der Anführer der Yezidi zeigt Jones schließlich das Innere des Heiligtums, wo sich ein alter brüchiger Holzstab befindet, bei dem es sich um den Stab des Aarons handeln soll. Faye und Mystery wollen später den Stab stehlen, Jones rät wegen der guten Bewachung allerdings davon ab und will am nächsten Morgen weiterreisen, da es hier nichts mehr für sie tun gäbe. Es kommt jedoch am Morgen zu Tumult, als der Stab tatsächlich gestohlen ist. Mystery, die durch einen unterirdischen Fluss unbemerkt in das Heiligtum eingedrungen ist, hat den Stab an sich genommen, weshalb die Yezidi die Gruppe umbringen wollen, die junge Frau droht jedoch, den brüchigen Stab zu zerbrechen. Als Faye diesen in die Hand nimmt, treibt er plötzlich Knospen aus, wird fester und schwerer. Der Anführer des Yezidi meint, dass Faye dazu bestimmt ist, diesen Stab zu tragen, und lassen die drei Fremden daraufhin mit diesem weiterziehen.
Der Stab führt sie nach Ägypten zur Sphinx, wo sie nach einem Zugang suchen wollen. Dazu sucht Jones in Kairo seinen alten einheimischen Freund Sallah, einen erfahrenen Ausgräber, auf, der sich bereit erklärt, ihnen zu helfen. Als sie in der Stadt sind, stoßen Jones und die beiden Frauen auf einen Einheimischen, der meint, eine Karte zu besitzen, auf der viele die Sphinx betreffende Geheimnisse eingetragen sind. Sie folgen ihm in seinen Laden, geraten jedoch in eine Falle, tatsächlich hat man vor, sie umzubringen und zu mumifizieren. Der Auftrag dazu kam von den inzwischen in der Stadt befindlichen Japanern, die von Sokai angeführt werden, der Jones wegen des Verlusts seines Auges Rache geschworen hat. Jones und seine Begleiterinnen können sich jedoch wehren und entkommen.
Am Abend begeben sie sich nach Gizeh und zur Sphinx und finden mit Hilfe des Stabs tatsächlich einen unter dem Sand verschütteten Zugang. Jones und Sallah begeben sich hinein und gelangen schließlich in einen unter der Großen Pyramide befindlichen Raum, wo sie das Omega-Buch entdecken. Als Jones sich das Werk näher besieht, tauchen Sokai und Musashi auf, Sokai verlangt von Jones, vorzulesen, was das Buch über sein Schicksal aussagt. Jones liest schlägt es nach und schlägt vor, dass Sokai 1934 in einer Kammer unter der Großen Pyramide in Gizeh verbrannt ist und kurz danach entzündet dessen Fackel tatsächlich die eigene Kleidung, wodurch er stirbt, Musashi flieht nach draußen.
Jones und Mystery folgen ihr, im Freien werden Sallah und Faye von japanischen Soldaten in Schach gehalten. Jadoo hat den Stab in seiner Hand und hält ihn für den falschen, weil er in seinen Händen nicht wirkt. Einer der Japaner fordert aus Rache für den Tod Sokais Jones zu einem Zweikampf heraus, der sich jedoch zu seinen Ungunsten entwickelt, als Faye den Stab in die Hand nimmt und wie damals Moses in die Luft hält. Nachdem dieser den Tod gefunden hat, macht Jadoo das Angebot, dass er sie alle gehen lässt, wenn Faye ihm nur verrät, wie man den Stab benutzt. Jones rät, ihm nicht zu trauen, da er im Omega-Buch gelesen hat, dass es Jadoo selbst war, der damals Kaspar Maskelyne getötet hat. Faye setzt schließlich den Stab erneut ein, der einige der biblischen Plagen beschwört und schließlich ihre Gegner tötet. Danach schleudert sie den Stab fort, der nahe dem Nil im Boden stecken bleibt, wo er schließlich zu einem Mandelbaum wird. Jones und Sallah kommen überein, dass sie nicht mehr über die Sphinx und das Omega-Buch sprechen, denn die Welt sei dafür noch nicht reif. Faye und Mystery kehren, jetzt mit dem Wissen, dass Kaspar nicht mehr am Leben ist, in die Vereinigten Staaten zurück.
Wieder zurück an der Princeton University in New Jersey hat Jones nach diesem Abenteuer ein Angebot, als Dozent an einer anderen Universität zu arbeiten. Am Telefon erfährt er von Marcus Brody, dass Sallah ihm aus Ägypten eine Schachtel mit Mandeln zugeschickt hat. Brody will Jones für einen neuen Auftrag anwerben, es geht um die Asche des Nurhachi. Jones macht sich jedoch zuerst einmal auf den Weg nach Lateinamerika, wo er die Stadt Cozan erneut aufsucht und den Kristallschädel wieder dort deponiert, wo er ihn damals gefunden hat. Auf dem Weg zurück gerät er in einen Gang, an dessen Ende eine seltsame schwarze Wolke ist und als in diese hineintritt, befindet er sich plötzlich wieder im Freien und erblickt statt den Ruinen eine noch bewohnte Stadt. Er wird Zeuge, wie eine Opferzeremonie vorgenommen wird, bei welcher der Kristallschädel zum Einsatz kommt. Das Licht des Kristallschädels blendet Jones schließlich, als er wieder sehen kann, befindet er sich wieder in den Ruinen, allerdings sieht er an der Opferstelle Blut und Reste von Fleisch. Wieder zurück an der Universität sucht Jones im Freien einen Professor auf, der gerade ein Sandwich isst, und fragt ihn, ob er denkt, dass es die Möglichkeit, sich durch die Zeit zu bewegen, tatsächlich gibt. Dieser rät ihm jedoch, stattdessen mehr auf sein Herz zu hören.

## Ausgaben
- Max McCoy: Indiana Jones und das Geheimnis der Sphinx, übers. v. Caspar Holz, Goldmann, München 2001, ISBN 3-442-35473-0.